# 普拉 (提契諾州)
普拉（義大利語：Pura）是瑞士提契諾州的一个市镇。该市镇总面积为3.04平方千米，截至2018年12月31日总人口为1,341人。